# Vanilleae
Vanilleae es una de las dos tribus en que se divide la subfamilia  Vanilloideae perteneciente a la familia de las orquídeas. Vanilleae se divide en diez géneros, en total representada por 175 especies, que se encuentran en las zonas tropicales del mundo. Las plantas son de hábitos terrestres y perennes, simpodiales o monopodiales, de tallos sólidos, a menudo sin la presencia de clorofila. Por lo general, tienen flores vistosas pero efímeras, de color delicado. Sus semillas son mucho mayores que los de otras orquídeas y muchas veces son aladas.

## Taxonomía de Vanilleae
Los diez géneros pueden ser reconocidos y separados por las siguientes características:
- Erythrorchis - Trepadoras sin clorofila, de floración sin problemas.
- Galeola - Trepadoras sin clorofila, la inflorescencia pubescente.
- Clematepistephium - Las plantas verdes, sin raíces aéreas.
- Pseudovanilla - Las plantas verdes son enredaderas con raíces aéreas semillas aladas.
- Vainilla - Las plantas verdes son enredaderas con raíces aéreas y las semillas sin alas.
- Lecanorchis - Las plantas son terrestres sin clorofila, con semillas sin corteza.
- Cyrtosia - Las plantas son terrestres sin clorofila, con semillas que muestran la corteza.
- Eriaxis - Semillas aladas y flores externamente pubescentes.
- Epistephium - Semillas aladas, plantas terrestres y flores lisas en el exterior.
- Dictyophyllaria - Semillas de las plantas terrestres sin alas.